# Жонкеретт
Жонкере́тт (фр. Jonquerettes) — коммуна во французском департаменте Воклюз региона Прованс — Альпы — Лазурный Берег. Относится к кантону Л’Иль-сюр-ла-Сорг.

## Географическое положение

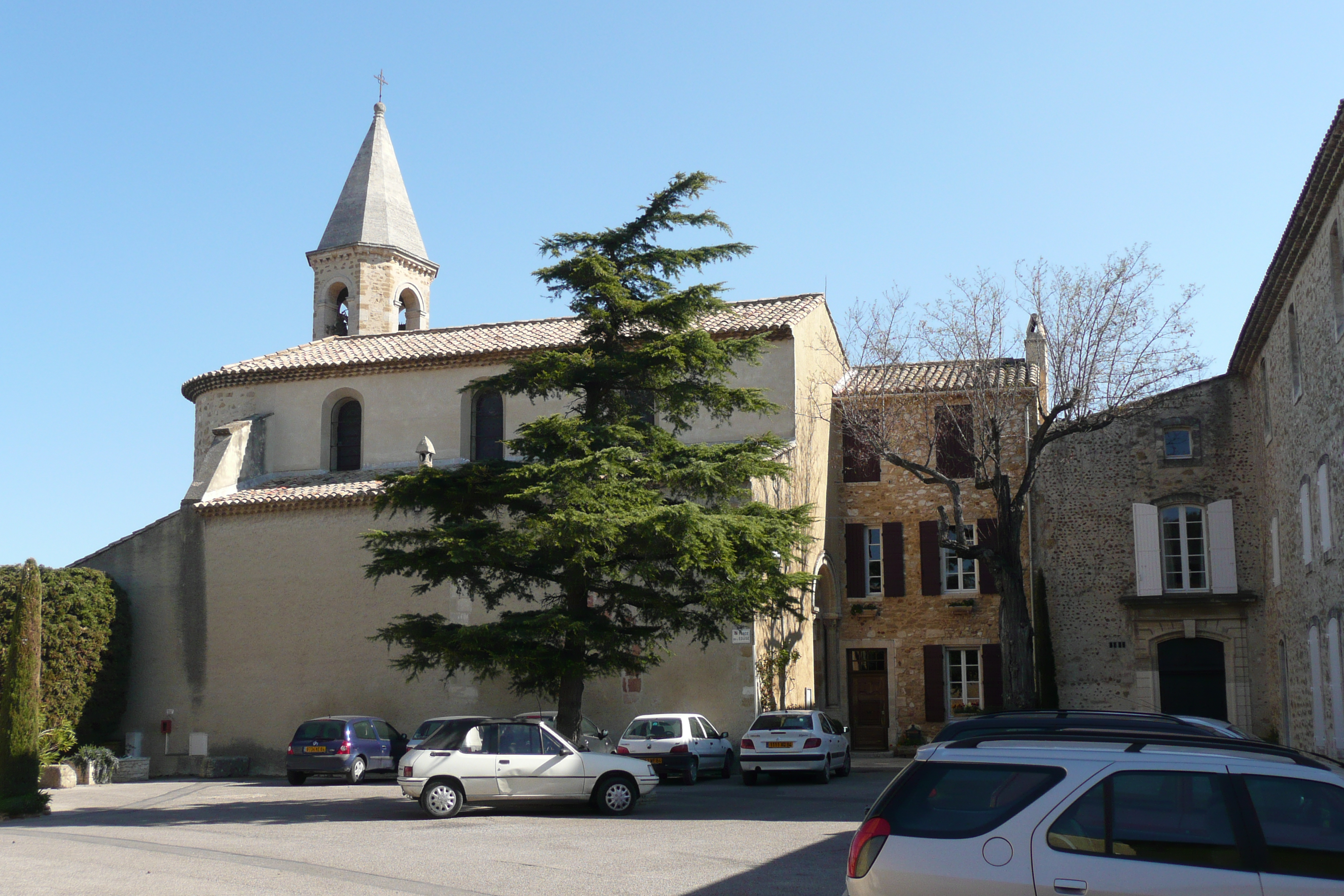
Церковь в Жонкеретт.

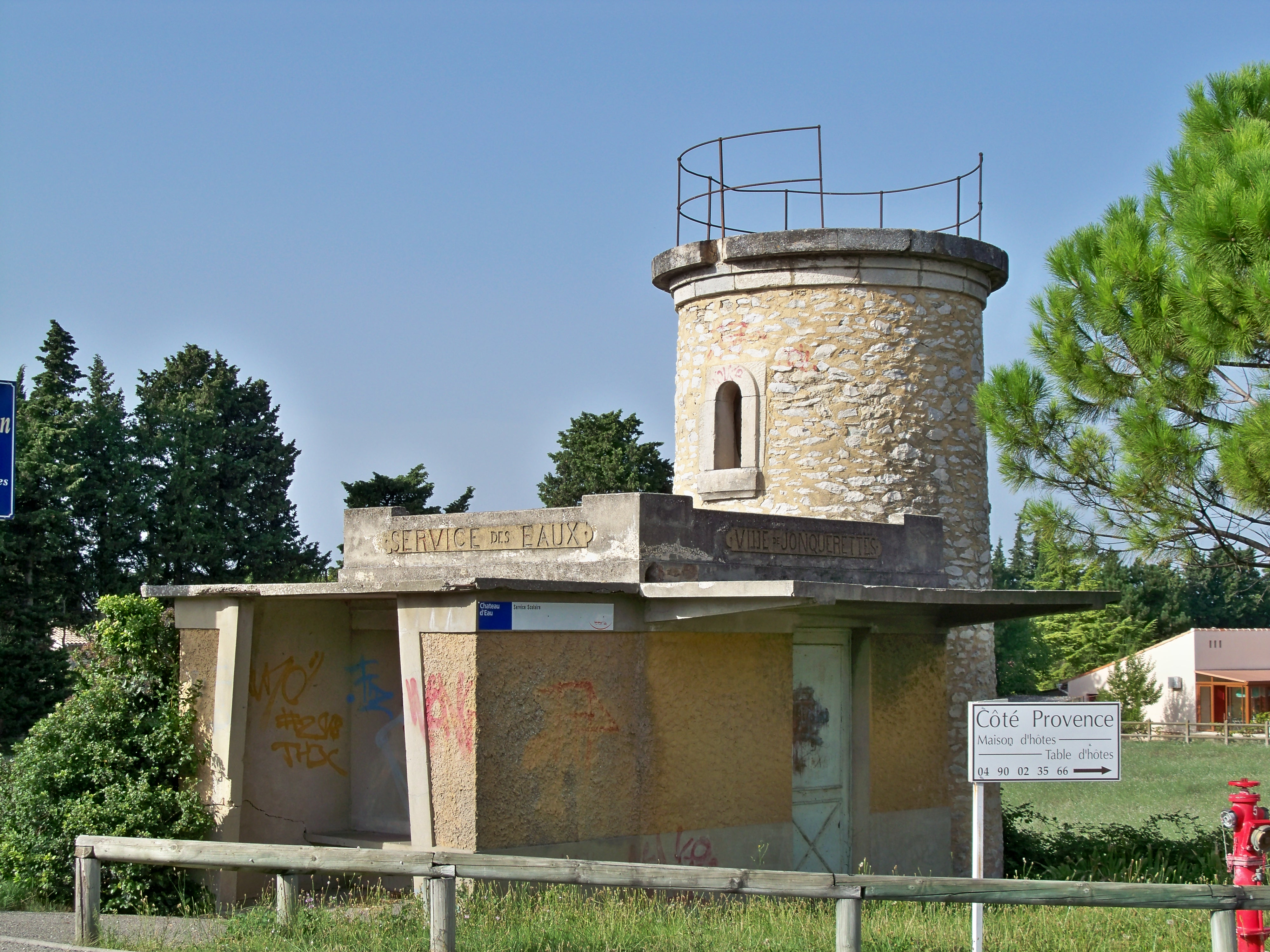
Водонапорная башня.

Жонкеретт расположен в 10 км к востоку от Авиньона. Соседние коммуны: Сен-Сатюрнен-лез-Авиньон на севере, Ле-Тор и Л’Иль-сюр-ла-Сорг на юго-востоке, Шатонёф-де-Гадань на юге, Моньер-лез-Авиньон на западе.

## Демография
Население коммуны на 2010 год составляло 1358 человек.
| 1962 | 1968 | 1975 | 1982 | 1990 | 1999 | 2010 |
| ---- | ---- | ---- | ---- | ---- | ---- | ---- |
| 213  | 253  | 477  | 812  | 1088 | 1232 | 1358 |

## Достопримечательности
- Церковь Сент-Андре, древнеримского происхождения, сильно пострадала во время религиозных войн (1562—1598).
- Замок XIV века.